# 米哈伊爾·薩爾特科夫-謝德林
米哈伊爾·葉夫格拉福維奇·薩爾特科夫-謝德林（俄语：Михаи́л Евгра́фович Салтыко́в-Щедри́н；1826年1月27日［儒略曆1月15日］—1889年5月10日［儒略曆4月28日］），笔名尼古拉·谢德林，19世纪俄羅斯帝国著名讽刺作家暨小说家，早期作品如《外省散记》充满了对农奴制的辛辣讽刺。农奴制废除后，他认为俄国社会的状况并非改善而是更糟，他的讽刺开始针对整个专制政体和宗法制社会。其代表作有描绘专制政体对人民的压榨的《一个城市的历史》和一个家族三代人堕落的《戈洛夫廖夫老爷们》。晚年由于报刊检查制度愈加严格的原因，他被迫放弃讽刺方法，而转为创作描绘现实的小说和童话、寓言等作品，如《童话集》和《波谢洪尼耶遗风》。

## 童年与教育
米哈伊尔·叶夫格拉福维奇·萨尔蒂科夫的父亲叶夫格拉夫福·瓦西列维奇·萨尔蒂科夫是古老的萨尔蒂科夫家族的成员，母亲奥莉加·米哈伊洛芙娜·扎巴利娜是富商之女。萨尔蒂科夫出生时，父亲五十岁，母亲二十五岁，他是家中八个孩子中的一个。萨尔蒂科夫在自家在特维尔和雅罗斯拉夫尔的产业里度过了童年。他的家庭富裕而缺少文化气息，父亲性格软弱，强势的母亲操控着家庭中的一切。母亲的强硬不仅让仆人们害怕，就连孩子们也觉得恐惧，但她也十分聪明并且多才多艺，在众多孩子里最喜欢谢德林。由于父亲对母亲专横的态度不满，萨尔蒂科夫家经常发生争吵。萨尔蒂科夫家的孩子只许在家中活动，没有出去接触自然的机会，他在小说里写道“见到的兽类和鸟不是腌的、煮的就是煎的”，这也使得他的作品中少有像屠格涅夫那样的对自然的大量描写
萨尔蒂科夫家的领地上有不少农奴，他也是由农奴保姆带大的，自幼生活在农奴制环境中使他对农奴制的种种都十分熟悉，在半自传体的小说《波谢洪尼耶遗风》里，他提到：
“在童年和青年时代，我目睹了农奴制的鼎盛时期，它不仅渗透到有领地的贵族和不自由的群众之间的关系中，而且渗透到一切社会生活方式中，把各个阶层（特权阶层与非特权阶层）一古脑儿卷进那屈辱无权、尔虞我诈、朝不保夕、惶惶不可终日的漩涡。你会怀疑地问自己：不管现在还是将来，人们除了痛苦的无权地位、毫无保障的屈辱生活的无尽折磨，再没有别的值得回忆的往事和瞩望的前景，他们怎能活下去？

## 教育
萨尔蒂科夫的早期教育是没有计划，断断续续的，但聪明的他六岁时已经可以熟练的使用法语和德语。农奴画家帕维尔·索科洛夫和一位当地的神职人员教他读写。米哈伊尔很爱读书，但家里并没有什么藏书，于是他经常从自己的哥哥处借书，他八岁时读了福音书，这给他很大的影响，他形容说“一道生命之光降临到迷茫的生活中，驱散了黑暗” 。他童年的朋友中有S·A·尤里夫，后来成为《俄罗斯思想》和《俄罗斯对话》杂志的编辑和出版人。1834年他的姐姐从莫斯科叶卡捷里宁斯基学院毕业，而她的同学也被聘为萨尔蒂科夫家的家庭教师，他开始接受两个人系统地教育。当地的神职人员则教他拉丁文。
1836年，十岁的萨尔蒂科夫进入莫斯科贵族学校三年级读书。12岁以优异成绩进入圣彼得堡的皇村中学。这里的教育内容比较陈腐，思想控制也比较严格，萨尔蒂科夫后来在《给婶母的信》中写道：“课程内容少的可怜、零星松散、还全无用处……”课余之际，萨尔蒂科夫此时开始将拜伦和海因里希·海涅的诗歌翻译成俄语，同时自己也写诗。皇村学校作为亚历山大·普希金的母校，有推选“普希金继承人”的传统，谢德林就被推选为第十三届普希金继承人。1841年，他的第一首诗《竖琴》在《读者文库》杂志上发表。他参加了诗人M·A·亚季科夫的文学圈子，结识了对他影响很大的维萨里昂·别林斯基

## 因创作被流放

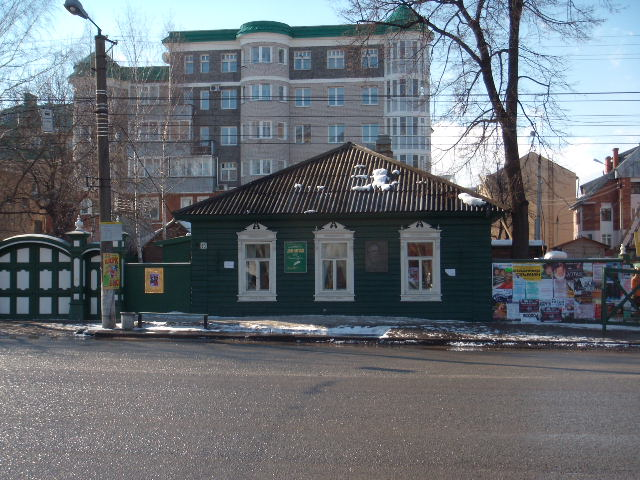
萨尔蒂科夫在维亚特卡的住所，现在是博物馆

1844年从皇村中学毕业后，成绩优异的萨尔蒂科夫直接进入陆军部办公厅任职。这让他很沮丧，因为他希望自己可以进入圣彼得堡大学。同年他开始为《祖国纪事》写评论，批评当时的儿童文学和课本。1844-1845年间他在《现代人》杂志上共发表了八首诗歌，但他很快认识到自己在诗歌创作方面没有天赋，停止了写诗。此后他在别林斯基和亚历山大·赫尔岑的著作的引导下，成为从法国传入的空想社会主义思潮的追随者，“在别林斯基文章的引导下，我自然而然地接近了“欧化分子”的阵营。但没有靠近占主流的研究德国哲学的圈子，而是出于天性，接近研究法国知识分子比如圣西门、傅立叶、特别是乔治·桑的圈子。这是我们对人性的信仰的来源，正如黄金时代的作家那样……这种同情在1848年之后更加强烈了”。这段时间里，他和文学评论家瓦列里安·麦克夫、经济学家弗拉基米尔·米柳京结为好友，并接近持激进的空想社会主义观点的彼得拉舍夫斯基小组。他后来称彼得拉舍夫斯基为“一位亲爱的，难忘的朋友和老师”
空想社会主义激起了萨尔蒂科夫对自由的渴望，他在1847年11月用笔名M·尼帕诺夫在《祖国纪事》上发表了自己的第一部中篇小说《矛盾》，隔年3月又发表了另一部中篇小说《错综复杂的事件》。两部中篇小说继承了果戈理的风格，借贵族青年的思考，尖锐地批判了社会的不平等。后一篇小说出版时正赶上当局担忧法国二月革命会影响到俄国，书籍审查委员会和第三厅立即查禁了小说，萨尔蒂科夫也因此被捕。在诗人涅斯托尔·库科列尼克的周旋下，萨尔蒂科夫没有像塔拉斯·舍甫琴科那样被发配从军，而是在拘留一周后流放维亚特卡。 
萨尔蒂科夫在维亚特卡先是担任文件缮录工作，每天抄写大量内容琐碎的来往公文。他几乎绝望，认为可能余生就留在此处了，只能在给家人的书信中发发牢骚。后来在朋友们的帮助下，他受到了同是皇村中学毕业的副省长的赏识，让他编写1848年的全省工作报告，他努力把自己接触到的底层人民的生活撰写进其中。此外，他还撰写了《俄罗斯简史》作为历史课本来提高当地妇女的教育水平。1849年彼得拉舍夫斯基小组成员被捕，萨尔蒂科夫被召回圣彼得堡接受调查，他以自己没有与他们接触过多为由说服了调查的官员，得以平安回到维亚特卡。1850年他开始给省长当咨议，常被委派外出办事，每天接触了大量有关统治者及各级官吏们的丑闻逸事，了解和研究了人民的生活、风俗和语言，1850年他还组织了维亚特卡农业博览会，更让他接触到了丰富的创作素材。他开始觉得自己可以申请离开流放地了，但每次的批复都是“尚早”。

## 外省散记
1855年沙皇尼古拉一世去世，政治风向有所改变。当年11月他获得了离开维亚特卡的许可，次年1月萨尔蒂科夫回到了圣彼得堡，到内务部任职。不久，他就完成了《外省散记》，一部关于虚拟的城镇克鲁托格斯克的特写集。萨尔蒂科夫把稿子给了亚历山大·德鲁日宁读，德鲁日宁读后兴奋地推荐给了伊万·屠格涅夫。屠格涅夫则评价不高，建议尼古拉·阿列克谢耶维奇·涅克拉索夫不在《现代人》上发表。萨尔蒂科夫随后将稿子交给了米哈伊尔·卡特科夫新创办的《俄罗斯导报》，8月开始连载，作品中对农奴制的辛辣讽刺正好迎合了当时要求社会改革的风气，作品大受欢迎。很多评论家和文学家如赫尔岑和塔拉斯·舍甫琴科都将萨尔蒂科夫视作果戈理的接班人。1857年，杜勃罗留波夫和车尔尼雪夫斯基分别在《现代人》上发表评论，虽不太赞成他的讽刺风格，但仍称赞其思想性，认为他的作品“动摇了帝国的根基”。
1857年《俄罗斯导报》又发表了萨尔蒂科夫的剧本《帕祖欣之死》，其内容和《外省散记》相近，不久就被禁演，在评论界也没有受到好评。萨尔蒂科夫一向对自己的作品严格，评论界的不满导致了他一直没有发表他于1862-1867年写成的《阴影》，该剧直到作家去世后二十余年的1914年才出版并首演。虽然激进的知识分子对萨尔蒂科夫倍加称赞，萨尔蒂科夫却并没有太多积极回应。他更喜欢参与政治活动来改变现实。他的信念是“每个诚实的人都应该帮助政府击败头脑僵化，把持权力的农奴制卫道士。”为此，他写了一篇改进俄国警察工作体制的报告，没有得到批准，性格急躁的他和上司发生了激烈争论，不久他被被任命为梁赞省的副省长。

## 官场生涯

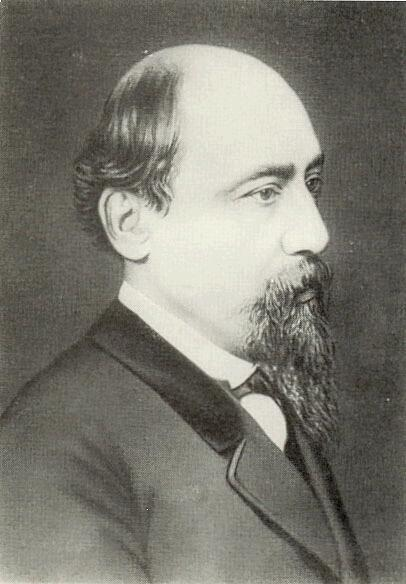
涅克拉索夫，俄罗斯著名诗人，和谢德林合编《现代人》与《祖国纪事》

1858年萨尔蒂科夫不务张扬地到达了梁赞，他居住在小屋子里，常考察民生和接见访客，雷厉风行，对来往公文的文字要求简单明晰，不放过贪污受贿分子，经常维护农民的利益，以至于被称为“罗伯斯比尔第二”。不久，他与各级贵族和官员的矛盾越来越大，最后在1860年4月调任特维尔省任副省长，在这里他还亲自主持过对虐待自己农奴的地主的审判。1861年改革开始后，自由主义者一篇拥护之声，萨尔蒂科夫则在《莫斯科新闻》上发表了文章《关于在农民事务上误解的真正意义上的几句话》，认为只有自由主义者拥护空洞无物的改革方案，对改革是否能真正改善农民的处境报以怀疑。在《贵族的真正利益何在？》一文里，他认为国家应使用公共财力赎买土地，而非只由农民单方面负担赎买的费用。
谢德林的文章触怒了上层官员，他被迫于1862年初递交辞呈，来到了莫斯科，希望可以创办自己的杂志《俄罗斯真理》，但教育部特殊委员会的负责人没有同意他的请求。当年年底，他回到圣彼得堡，加入了因杜勃罗留波夫去世和车尔尼雪夫斯基被捕正缺少人手的《现代人》编辑部，负责《汽笛》讽刺副刊。1863年2月他的《纯洁的故事》和《讽刺散文》两部集子问世，仍旧针砭时政，揭露各种官场丑事和社会弊端。不久针对屠格涅夫的《父与子》所引起的关于虚无主义的讨论，萨尔蒂科夫发表了一系列题为《我国的社会生活》的文章，讽刺德米特里·皮萨利夫对俄国知识分子应该“谦逊地对待自然科学”的号召。皮萨利夫则以《无害的幽默杰作》一文回应，称萨尔蒂科夫的讽刺作品只是博人一笑，无关痛痒。这一论战和围绕着《怎么办》的论战一起被费奥多尔·陀思妥耶夫斯基称为俄国虚无主义者的分裂。最终萨尔蒂科夫因为和马克西姆·安东诺维奇的矛盾离开了《现代人》杂志社。
离开《现代人》的萨尔蒂科夫找不到工作，而他的母亲从他婚后就和他关系恶化，不停地向他索取旧债也让他陷入经济困难，他不得不找关系重新回到政府职位上去。根据阿甫多特雅·巴纳耶娃的回忆录“正是在那段时间，他的心情变得灰暗，我注意到他有了个新习惯，脖子不停地抽搐，就像他试图摆脱什么看不见的绳索的束缚一样，这一习惯贯穿了他的余生。1864年11月他被任命为奔萨省的税务局长，在他的朋友财政部长米哈伊尔·雷特尔恩的支持下，萨尔蒂科夫采取了十分激进的财政改革政策，从而树敌过多，不得不改任图拉和梁赞的税务局长，亚历山大·斯卡比切夫斯基记下了下属对他的印象：“他是个少有的官员，虽然他那令人发抖地怒吼让每个人猥琐，但没有人惧怕他，每个人都喜爱他，主要原因是因为他关心下属的需求并且可以宽容那些不影响工作的细小缺点。”
萨尔蒂科夫起初还坚持在《现代人》上发表文章，但政治风气愈加恶化，《现代人》最终被查封了。1868年春天和萨尔蒂科夫频频发生冲突的梁赞省长递交了一份正式的抱怨信给曾和萨尔蒂科夫发生争执的宪兵总监舒瓦洛夫，最终他于1868年7月离开梁赞，官方再也不允许他担任一切公职。多年后，萨尔蒂科夫对历史学家M·塞莫夫斯基说，他希望把政府官员生涯从生平中抹去，萨莫夫斯基回应说：“但正是他对俄国官僚结构体积的熟悉和了解才造就了今日的萨尔蒂科夫”，作者也只得表示同意。

## 祖国纪事

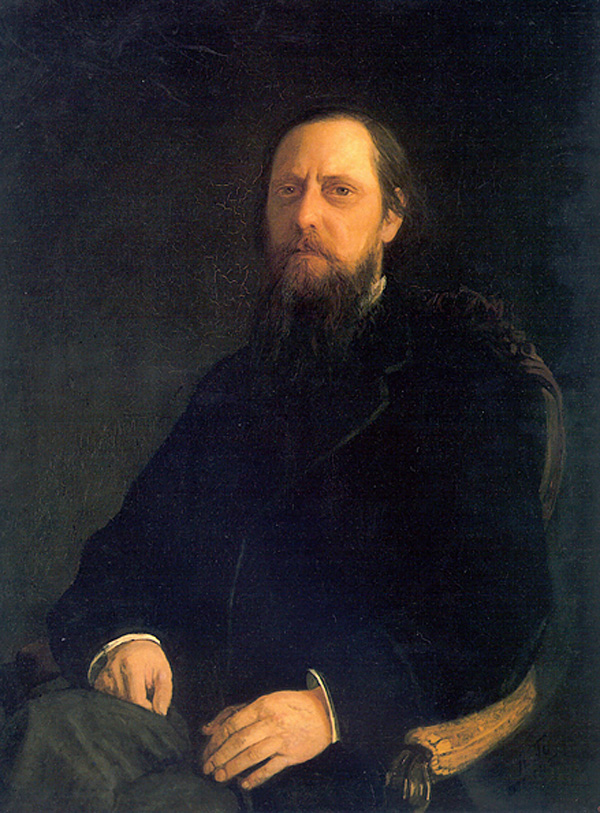
1872年的萨尔蒂科夫，尼古拉·戈画

在《现代人》被查封后，涅克拉索夫尽力与上层贵族和审查官员周旋，租来了《祖国纪事》杂志。回到圣彼得堡的萨尔蒂科夫加入了编辑部，担任新闻部负责人，他的《时代和标志和外省通信》开始连载，其主旨是1861年的改革已然失败，俄罗斯仍旧是农民没有权利的集权制帝国。“枷锁取下，但俄罗斯的心灵没有任何触动；农奴制废除了，但只有地主获益。”。1870年，他的讽刺小说《一个城市的历史》发表，引起很大争论，阿历克谢·苏沃林在《历史的讽刺》一文中指责作者有意扭曲俄罗斯的历史，指责俄罗斯人民。萨尔蒂科夫回应道：“通过展现疯狂的羁绊下的人民的生活，我所希望的并非是引起读者的嘲笑，而是唤醒他们心中最苦痛的感觉……我取笑的并不是一个国家的历史，而是一些事情的状态”。
1873-1874年《塔什干的老爷们》和《庞巴杜尔先生和庞巴杜尔夫人》两部短篇小说集出版，揭露某些人在维护祖国利益、发展文化的幌子下掠夺人民的事实。同时《祖国纪事》越来越受到审查机构的阻挠，1874年5月刊甚至被禁止出版，不久被焚毁。1874年底萨尔蒂科夫在母亲的葬礼上患上了重感冒，他和妻子的争吵又加重了病情，直到第二年初才可以下床活动。医生建议他出国疗养，他在巴登-巴登见到了屠格涅夫、索洛古勃等作家，他和屠格涅夫相处的不错，但不欣赏屠格涅夫的新作《处女地》，认为过于美化旧生活了。萨尔蒂科夫开始酝酿《金玉良言》的写作。他出国疗养期间，涅克拉索夫曾在信中感叹到“新闻部一直是我们最坚韧的部门，如今变的支离破碎，萨尔蒂科夫勇敢地担着重担，我们只能尽力维持。”
1870年代萨尔蒂科夫出售了他在莫斯科的产业，买入了一座圣彼得堡附近的产业，称其为自己“蒙列波避难所”不善经营的他最后不得不把地产卖出，亏了一大笔钱。1876年5月得知涅克拉索夫重病的消息后，萨尔蒂科夫赶回俄国，8月起实际主持《祖国纪事》。不久他的《金玉良言》开始连载。从这部作品开始，萨尔蒂科夫将讽刺的对象扩展到了俄国新出现的资产阶级。他在《蒙列波避难所》（1879）和《一年到头》里写了这一段的经历。这两本书都和俄国资本主义的发展有关。他写道：“祖国是张馅饼，这就是那些狭隘，无耻的头脑所打的主意”后者赶上亚历山大二世遇刺后的紧张气氛，所以没有写完。

## 戈洛夫廖夫老爷

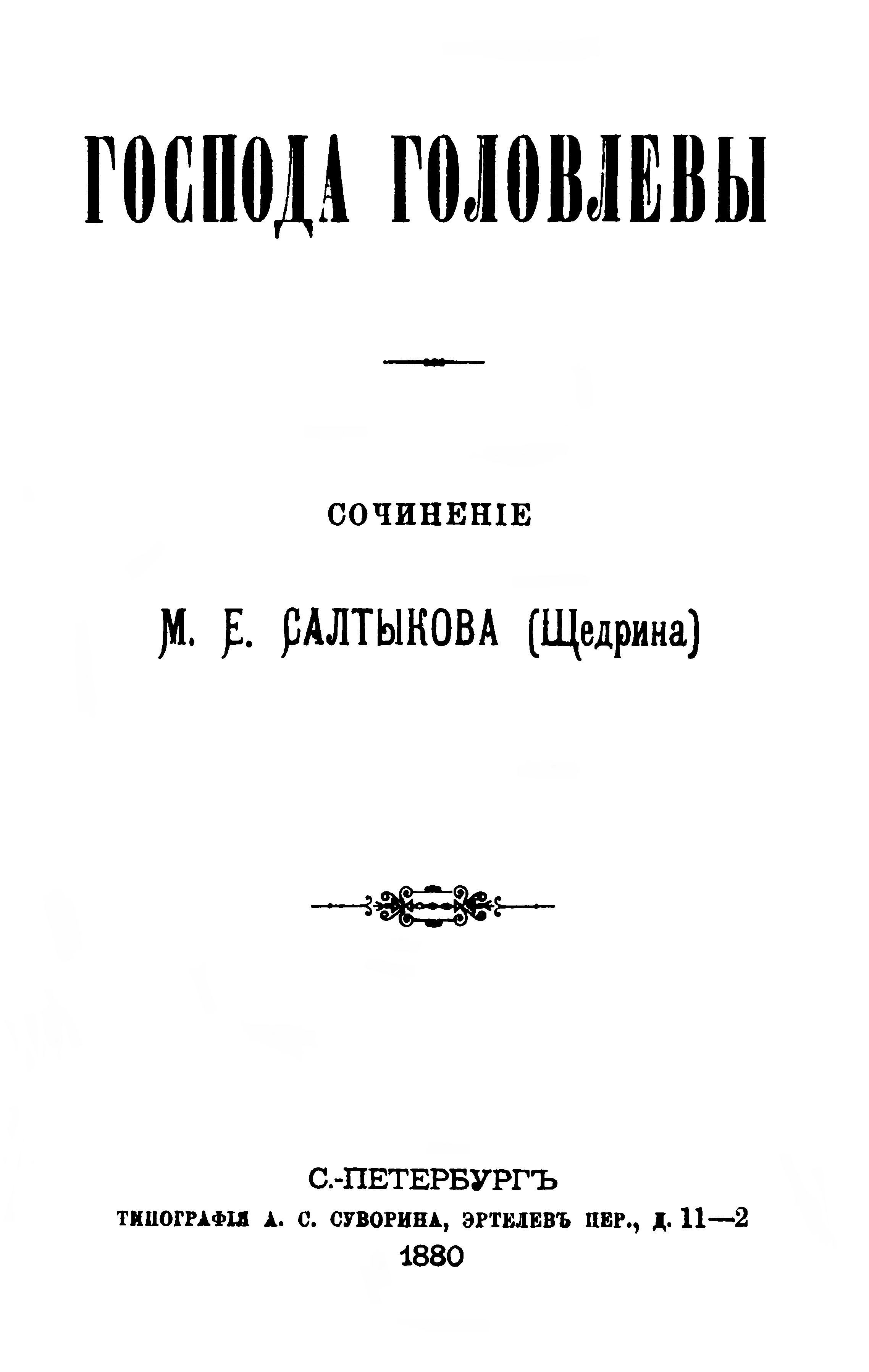
《戈洛夫廖夫老爷们》的初版封面

1880年萨尔蒂科夫将《金玉良言》里的部分内容抽出，大幅扩充后，完成了自己的代表作《戈洛夫廖夫家族的老爷们》，这是一部对俄国社会的基石宗法制进行揭露和批判的长篇小说，反映了一个家族三代人的道德和身体堕落的轨迹。其中新人物“小犹大”已经成为无意识和自我毁灭的利己主义的同义词。屠格涅夫在1881年5月的信中说：“现在我国的全部文学事业都落在了他的肩上”。不久，他又写了刺特写集《在国外》。当时俄国自由派报刊将西欧的资产阶级议会制度当做政治理想。萨尔蒂科夫则在承认俄国无论经济文化都比英、法、德等国落后的基础上，描绘巴黎公社失败后西欧资产阶级的反动和充满尖锐矛盾的社会生活。
1882年萨尔蒂科夫写了《给婶母的信》，这是在愈加严厉的新闻检查气氛下进行的。“婶母”指的是俄罗斯的各类知识分子，谢德林在其中对社会和文化界的各种问题进行了讽刺，期待着俄罗斯知识分子的复活。1883年重病之中的萨尔蒂科夫发表了《当代傻瓜》，进一步讽刺了那些乐于证明自己对当局忠诚的知识分子。这些讽刺作品越来越使得新闻检查当局不满，而他自己的性格也较为急躁，缺乏像涅克拉索夫那样的妥协与周旋能力。《祖国纪事》多次受到警告和撤刊，最终在1884年4月被查封。柯罗连科回忆说“整个俄国出版界都为《祖国纪事》的封禁感到痛苦，当年有血有肉的杂志如今已经成了虚无。谢德林的生命也因此缩短了许多年。沙皇不仅封禁了《祖国纪事》还勒令其他一切刊物不得吸收萨尔蒂科夫为撰稿人，剥夺了他发表作品的权利。“和我的读者交谈的机会已被剥夺，这比什么都痛苦”

## 晚年

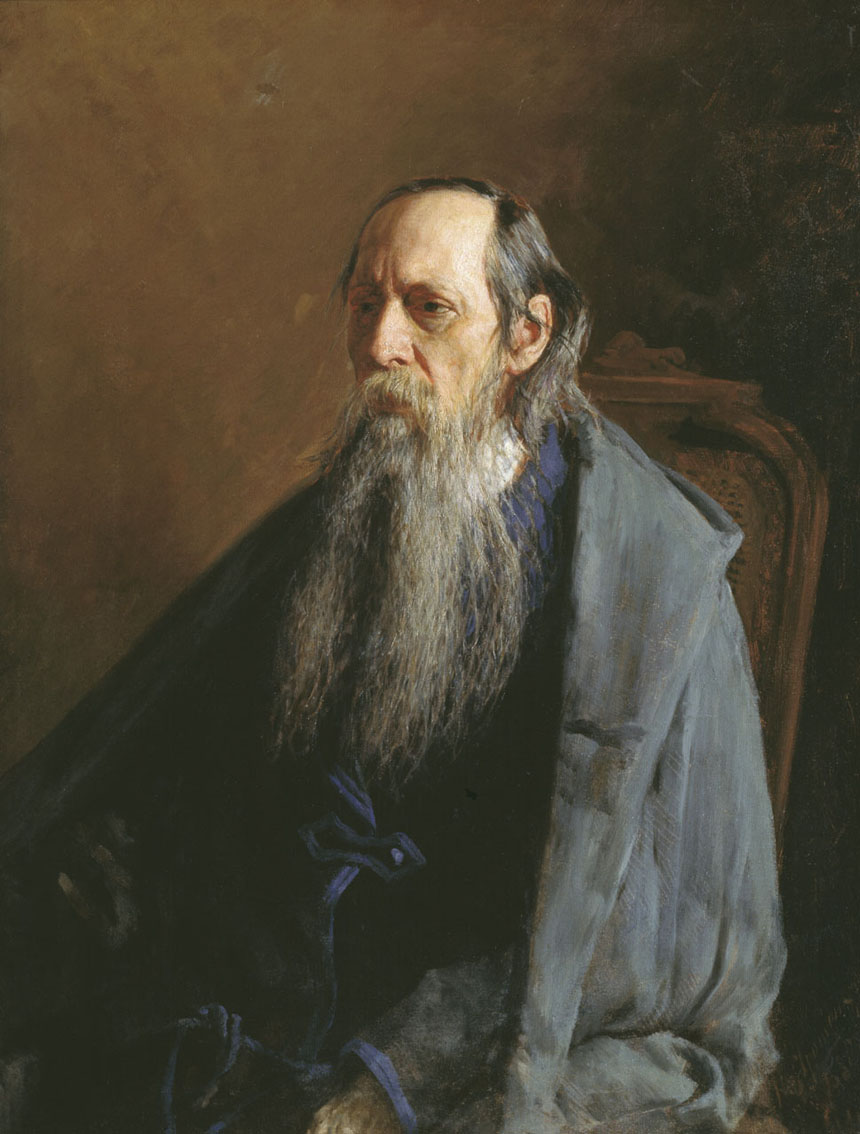
1886年的萨尔蒂科夫，尼古拉·亚罗申科画

年老多病的萨尔蒂科夫仍然坚持创作。他在《欧洲信使》上发表了小说《生活琐事》，从这部作品起，萨尔蒂科夫从夸张离奇的讽刺风格转向了平实冷峻的现实风格。另一方面，他开始采用寓言和童话结合形式表达自己对社会问题的看法，最终结成《童话集》出版。去世前不久，他发现冈察洛夫的一篇随笔《旧世纪的奴仆们》，冈察洛夫将奴仆的不幸归结于酗酒。萨尔蒂科夫对这种无视农奴制对人的摧残的态度不以为然，他开始写作半自传体小说《波谢洪尼耶遗风》，其中直接采用了平铺直叙的方法，描绘了1861年改革之前农奴制和宗法制社会的真实面貌，试图打碎很多作家对“美好的往昔”的怀念。
晚年的萨尔蒂科夫看到了自己对年轻的革命者的影响。1886年列宁的哥哥和姐姐作为学生代表拜访了萨尔蒂科夫，将其称作“革命青年最喜爱的作家”，列宁本人也十分喜欢他的作品，经常用萨尔蒂科夫作品中的人物来指代自己的论敌。萨尔蒂科夫去世前不久给儿子的信中说：“热爱文学超过其他，珍视作家的身份超过其他头衔……除了文学之外，没有美德、快乐和生命。”他还给尼古拉·米哈伊尔洛夫斯基写信说“你知道，俄罗斯有着某些词汇：荣誉，祖国，人性，他们都值得从记忆中唤起”，为此他打算写《被忘记的词汇》，但没能开始。勉强写完《波谢洪尼耶遗风》后不久，萨尔蒂科夫就因中风去世。按照他的遗嘱，葬于沃尔科夫公墓屠格涅夫的墓旁。

## 影响与评价

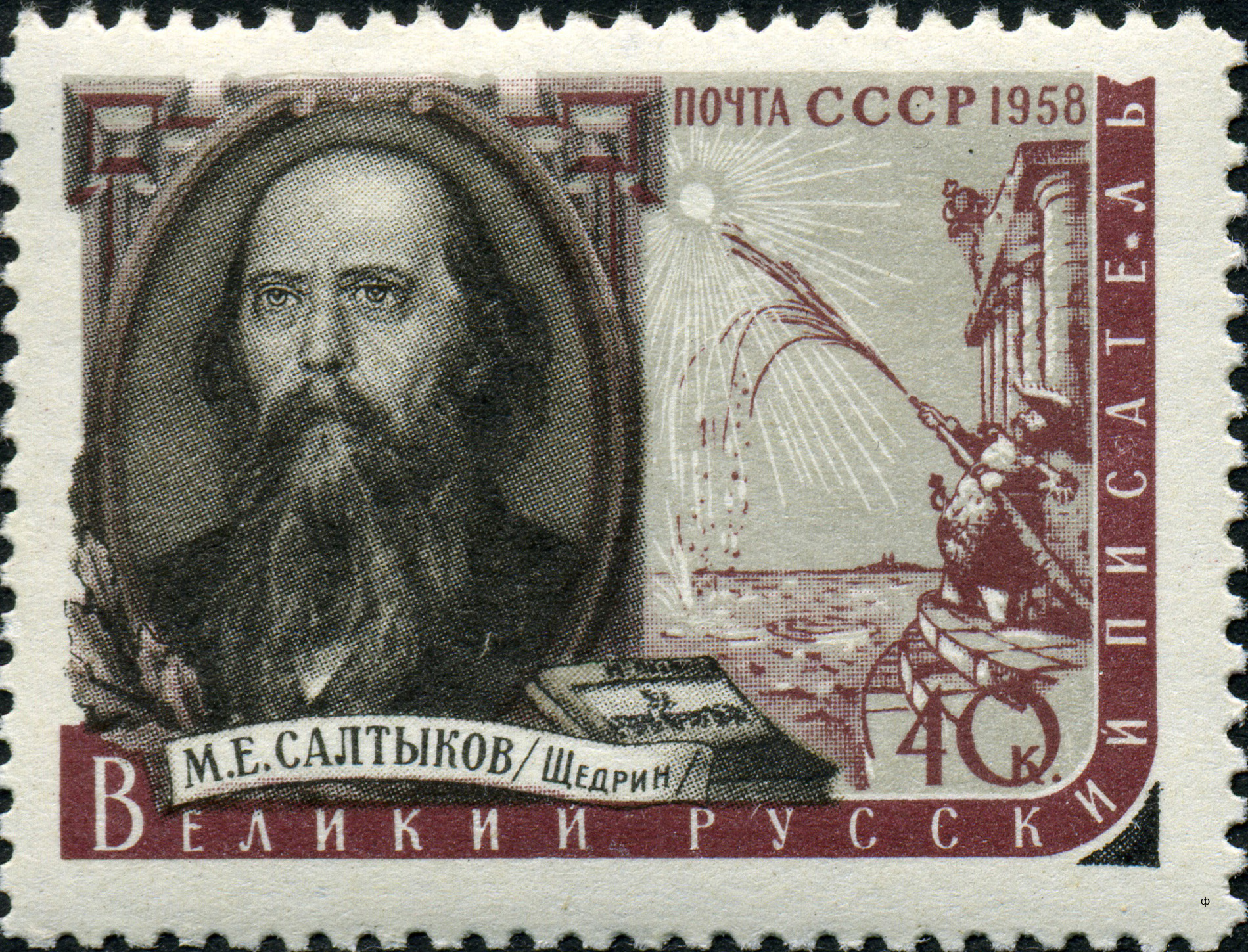
前苏联1958年发行的纪念萨尔蒂科夫-谢德林的邮票

萨尔蒂科夫-谢德林被认为是俄罗斯文学史上最伟大的讽刺作家之一。他被称为“讽刺百科全书”，他最先讽刺的对象是农奴制，农奴制废除后他的讽刺之笔开始扩展到社会的各个方面，揭露贪污腐败、官僚主义、知识分子的投机、官员的贪婪和无耻，同时也批评俄国平民的浑浑噩噩和无动于衷。由于萨尔蒂科夫-谢德林的作品针对的都是当时俄国社会的种种问题，带有极其鲜明的时代性，所以除了具有重要的文学价值外还有历史和文化价值，但在种种落后制度已然消失的如今，他的作品对于文学爱好者太历史，对于历史研究者来说笔调又过于夸张，这导致了他成为“一位颇受崇敬却少有人读的十九世纪的俄国作家。”
对萨尔蒂科夫-谢德林的评价一直有两派观点，他同时代的人中，尼古拉·皮萨列夫等人为萨尔蒂科夫-谢德林的讽刺过于肤浅；阿列克谢·苏沃林等人则批评作家丑化俄罗斯人民。作家自己坚信自己并非是否定一切，但长久遭受攻击也让他苦恼，1882年他写了一封信给屠格涅夫倾诉，屠格涅夫，屠格涅夫回信说：“你是萨尔蒂科夫-谢德林，一位突然间在我国文学上刻下独特印记的作家，这就是为什么你被仇恨或是喜爱，取决于读者是谁。这是你投身文学真正的产出，你必须为此而高兴”柯罗连科也认为“一个深深地沉浸在时代痛苦中的人，必须有伟大的道德力量才能写出让大家都发笑的文字”
对萨尔蒂科夫-谢德林的争论一直延续到20世纪初，洛扎诺夫和梅列日科夫斯基等人继承了苏沃林的观点，认为萨尔蒂科夫的作品充满了俄国社会的阴暗面，缺乏爱国主义与民族精神。而马克西姆·高尔基在1909年写到“他的讽刺作品的力量是巨大的，首先是因为他们是如此的真实，其次是他预知了从1860年代至今俄国社会所经历的道路” 。由于马克思、列宁和约瑟夫·斯大林都对萨尔蒂科夫-谢德林评价甚高，列宁还强调要“不时在《真理报》上回忆、引证并解释谢德林”，导致了十月革命之后对他的评价呈现一边倒的赞扬趋势。
中国最早译介萨尔蒂科夫的作品是在1934年，鲁迅主编的《译文》第1卷第2期发表了《饥馑》（即《一个城市的历史》中的一章）。鲁迅在译者附记中说到“因为那作品富于社会批评的要素，主題又太與他本國的社會相密切，所以被紹介到外國的就很少”“作者的鋒利的筆尖，深刻的觀察，卻還可以窺見。”。《戈洛夫廖夫老爷们》、《萨尔蒂科夫寓言》等书的中译本在1940年代面世。中华人民共和国建立后，《一个城市的历史》和他的其他作品也陆续被译成中文出版。

## 主要作品

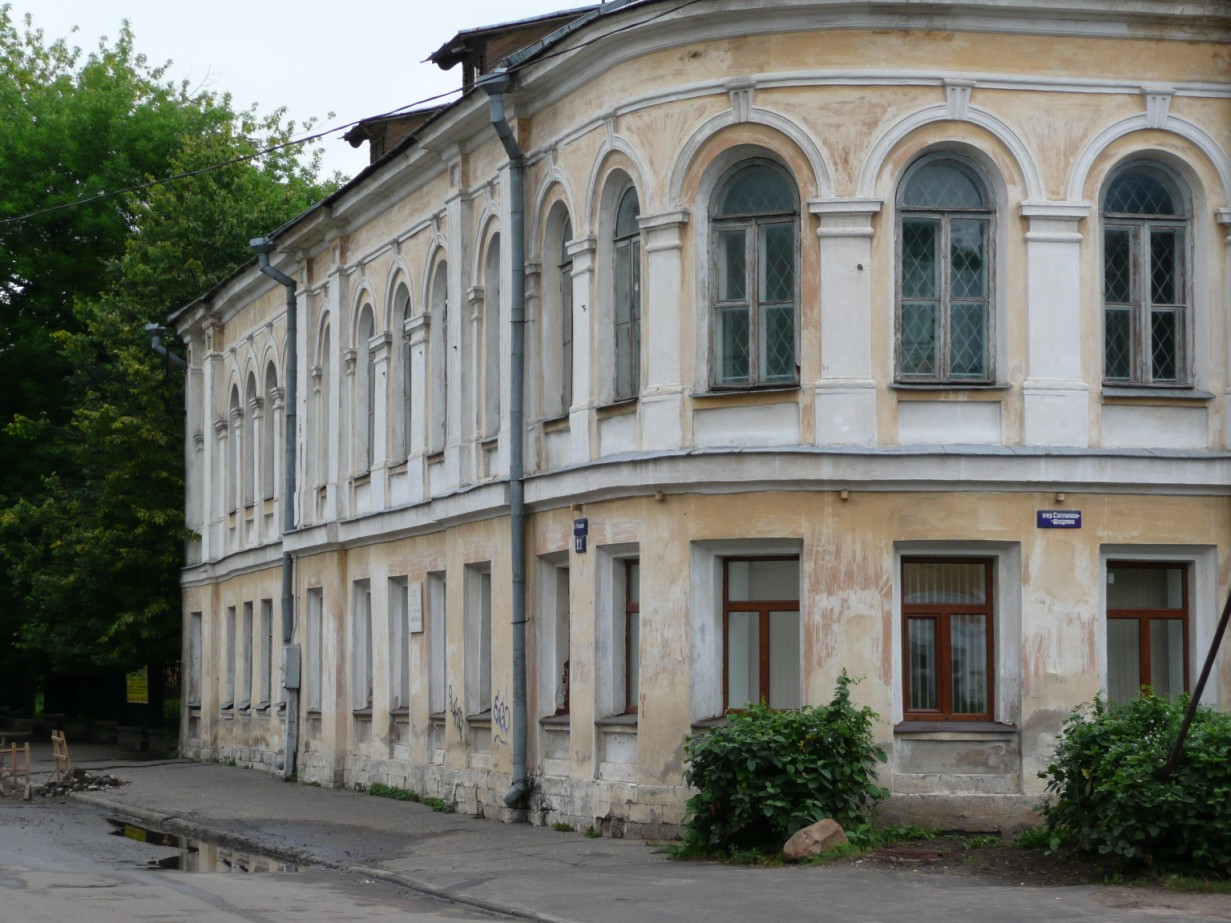
特维尔省的萨尔蒂科夫-谢德林纪念馆

- 《矛盾》（1847）尖锐地提出了社会不平的问题，主人公纳吉宾是一个具有高尚理想的贵族，他面对可怕的现实，经常思考的问题是：为什么有人乘马车，你我却在泥路上行走？他要求改变这种现实。

- 《错综复杂的事件》（1848），作者借主人公伊凡·萨莫伊雷奇·米丘林的梦说明：社会像一个金字塔，塔尖是沙皇和少数特权人物，塔底则是被压迫被侮辱的广大民众。

- 《外省散记》（1856），无情抨击沙皇的专制统治和外省贪官污吏们荒淫无耻、腐化堕落的生活，描写了广大人民受奴役的处于无权地位的窘境，并且指出，这种腐败、专横暴虐是俄罗斯的普遍现象。

- 《一个城市的历史》（1869～1870）以借古讽今的笔法和怪诞的夸张，描写“愚人城”历任市长残酷、暴虐、昏庸无能和荒淫无耻的行径；“市长挥鞭，居民发抖”，讽刺整个俄罗斯专制政体仍是一架压榨人民的机器。同时也讽刺了渴望强人政治的民众“就算把我们摞成一堆，四面放火……只要主子还在，我们就能忍受。”

- 《庞巴杜尔先生和庞巴杜尔夫人》（1863～1874）是一部讽刺故事集，包括20多个短篇，针砭对象是农奴制改革后的城市官僚，他们饱食终日，无所事事，却狂妄无耻，高喊改革，一旦爬上高位便为所欲为，过着比改革前更腐烂更无耻的生活。

- 《塔什干的老爷们》（1869～1872），描写贪官污吏与新兴资产者，揭露他们乘沙俄向中亚扩张之机，从中大饱私囊。

- 《金玉良言》（1872～1876）的矛头指向了新兴资产阶级掠夺者——工厂主和富农，中心人物杰鲁诺夫是一个典型的资产阶级掠夺者，他不择手段盘剥农民，盗窃国家资财。

- 《戈洛夫廖夫一家》（1875～1880）是其代表作。作者以超群的艺术笔力，描绘地主家庭的衰败与灭亡。家人之间的尔虞我诈，百无聊赖的颓废寄生生活，都真实而深刻地反映出贵族之家的腐朽性与必然灭亡的命运。惯于说空话假话、干尽坏事的犹大什卡（小犹大），是贪婪阴险的伪善者的典型。

- 《在国外》（1880-1881）

- 《童话集》（1882～1886）的锋芒依然是对准专制制度，鞭笞愚蠢落后。其中有写愚蠢残暴的沙皇官吏的《熊都督》；有反映农民与地主关系的《野地主》；有讽刺自由派的《自由主义者》；有针砭奴性的《忘我的兔子》；还有为被压迫被奴役者悲惨处境呐喊的《老马》等。这些童话短小精干，寓意深刻，富于哲理性和讽喻性，不久也被禁止发表[15]。

- 《生活琐事》（1886～1887）

- 《波谢洪尼耶遗风》（1887～1889）由三十一章组成。该书在广阔的背景上，通过对压迫者和被压迫者的众多形象的描绘，交织成整个俄国农奴制黑暗生活的画幅。贯串全书的“主人公”是农奴制。联系所有人物的统一情节，是农奴制下的“日常生活”[5]。